# المو (کانزاس)
المو (به انگلیسی: Elmo) یک منطقهٔ مسکونی در ایالات متحده آمریکا است که در شهرستان دیکینسون، کانزاس واقع شده‌است. المو ۴۱۳ متر بالاتر از سطح دریا واقع شده‌است.